# رومیانا کایشوا
رومیانا کایشوا (بلغاری: Румяна Каишева؛ زادهٔ ۲۶ دسامبر ۱۹۵۵) بازیکن والیبال اهل بلغارستان است.
از باشگاه‌هایی که در آن بازی کرده‌است می‌توان به اشاره کرد.